# Comuna Ciîstopillea, Vilșanka
Ciîstopillea (în ucraineană Чистопілля) este o comună în raionul Vilșanka, regiunea Kirovohrad, Ucraina, formată din satele Ciîstopillea (reședința) și Zavitne.

## Demografie
Componența lingvistică a comunei Ciîstopillea
     Ucraineană (96,09%)
     Română (2,17%)
     Rusă (1,09%)
     Alte limbi (0,65%)
Conform recensământului din 2001, majoritatea populației comunei Ciîstopillea era vorbitoare de ucraineană (96,09%), existând în minoritate și vorbitori de română (2,17%) și rusă (1,09%).